# XXXXV Corpo de Exército (Alemanha)
O XXXXV Corpo de Exército (em alemão: XXXXV. Armeekorps) foi um Corpo de Exército da Alemanha na Segunda Guerra Mundial. Foi formado no dia 10 de março de 1940, sendo mais tarde redesignado como sendo o LXXXIII Corpo De Exército no mês de junho de 1942.

## Comandantes
| Comandante                             | Data                                      |
| -------------------------------------- | ----------------------------------------- |
| General der Infanterie Kurt von Greiff | 10 de março de 1940 - 14 de abril de 1942 |
| General der Infanterie Hans Felber     | 14 de abril de 1942 - ? junho de 1942     |

## Área de Operações
Frente Ocidental e sul da França — março de 1940 - junho de 1942